# ランカグア
ランカグア（Rancagua）は、チリの都市。人口は27万0112人（2022年）。チリ中部に位置し、リベルタドール・ベルナルド・オイギンス州（オイギンス州）の州都である。首都サンティアゴ・デ・チレからは87 km南に位置する。ランカグアの経済は鉱業、製材、観光、農業、食品工業、および地域の中心としての商業からなっている。
ランカグアは首都サンティアゴとはパン・アメリカン・ハイウェイ（チリ国道5号）によって結ばれているほか、メトロトレンという近郊電車によってサンティアゴ地下鉄と結ばれている。ランカグアには、オイギンス州で最初に設立された私立大学であるランカグア大学がある。また、ランカグアの東郊40 kmのアンデス山脈の麓にあるエル・テニエンテには「世界最大の地下銅山」として知られるエル・テニエンテ銅山がある。エル・テニエンテ銅山はチリの国営銅山企業であるコデルコが所有し採掘をおこなっている。

## 歴史
ランカグアはチリ中部にいくつかの都市を建設したJosé Antonio Manso de Velascoによって建設された。市の旧名はVilla Santa Cruz de Trianaであった。ランカグアは、チリ独立戦争において1814年に起こったランカグアの戦いによってチリ史に名をとどめている。この戦いではベルナルド・オイギンス率いるチリ独立軍とオソリオ率いるスペイン軍が激突し、チリ軍が敗北してチリは一時スペイン軍に再征服されることとなった。
2002年の国勢調査では、人口は214,344人だった。1992年国勢調査から2002年国勢調査の間に、人口は14.4%（27,020人）増加した。
2010年のチリ地震において被害を受け、キューバが27人の医師と9人のスタッフを派遣した。
近年、ランカグアはオイギンス州の文化の中心として、また周りに広がるブドウ畑を求めてやってくる観光客の基点として来訪者が増えている。

## スポーツ
この町にあるBraden Copperスタジアムは、1962 FIFAワールドカップにおいて4つの会場のうちのひとつとなった。サッカークラブのCDオヒギンスは国内有数の強豪チームである。また、ランカグアではロデオの国内最高の戦いであるナショナル・チャンピオンシップが毎年おこなわれている。

## 姉妹都市
- メンドーサ、アルゼンチン
- ペルガミーノ、アルゼンチン
- Rancagua (Buenos Aires)、アルゼンチン
- クリチバ、ブラジル
- 通州区、北京市、中国
- 坡州市、大韓民国
- ログローニョ、スペイン
- Miajadas、スペイン
- ベルゲン、ノルウェー
- ビェルスコ＝ビャワ、ポーランド

## ギャラリー

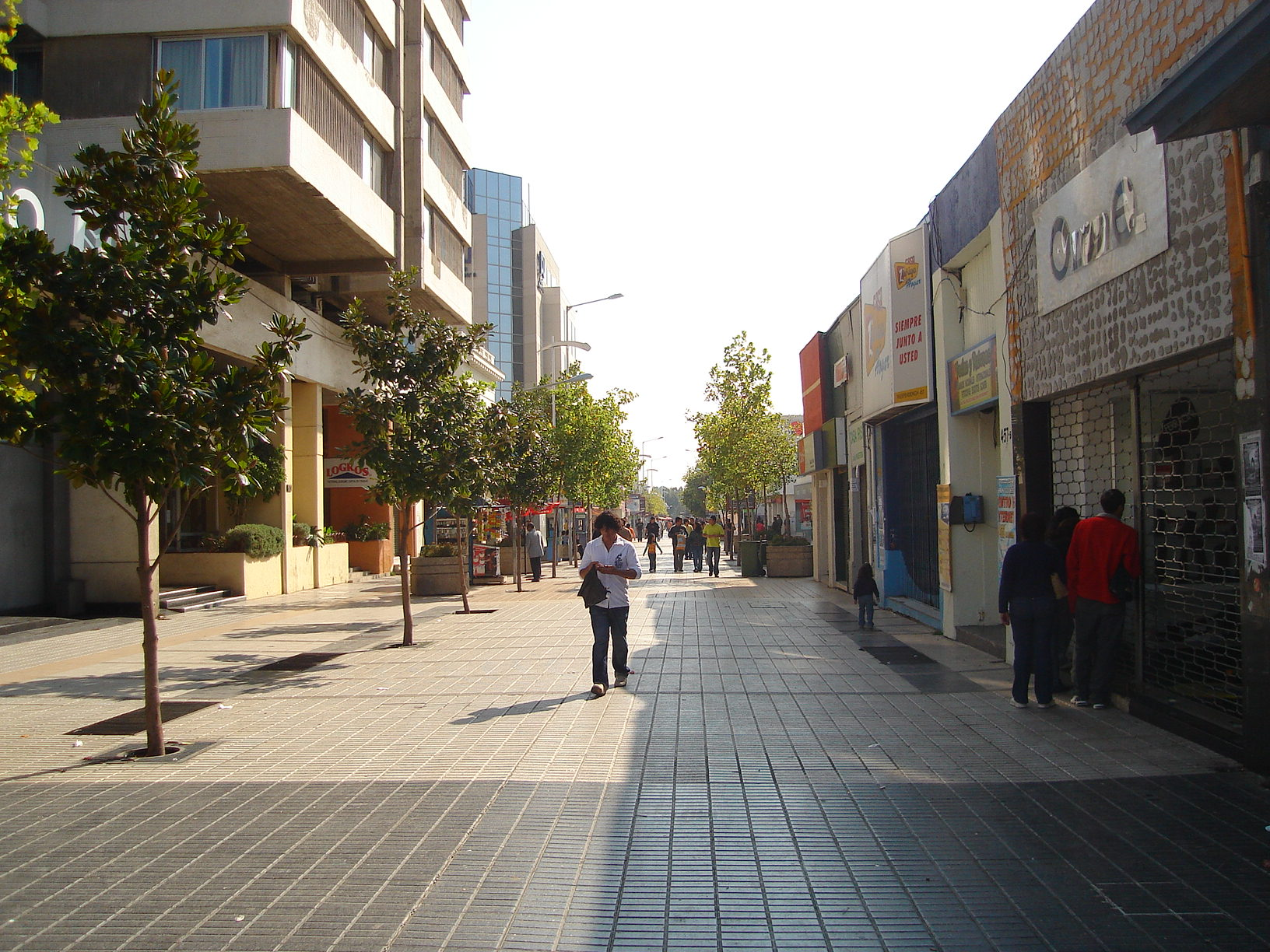
ランカグアの独立通り
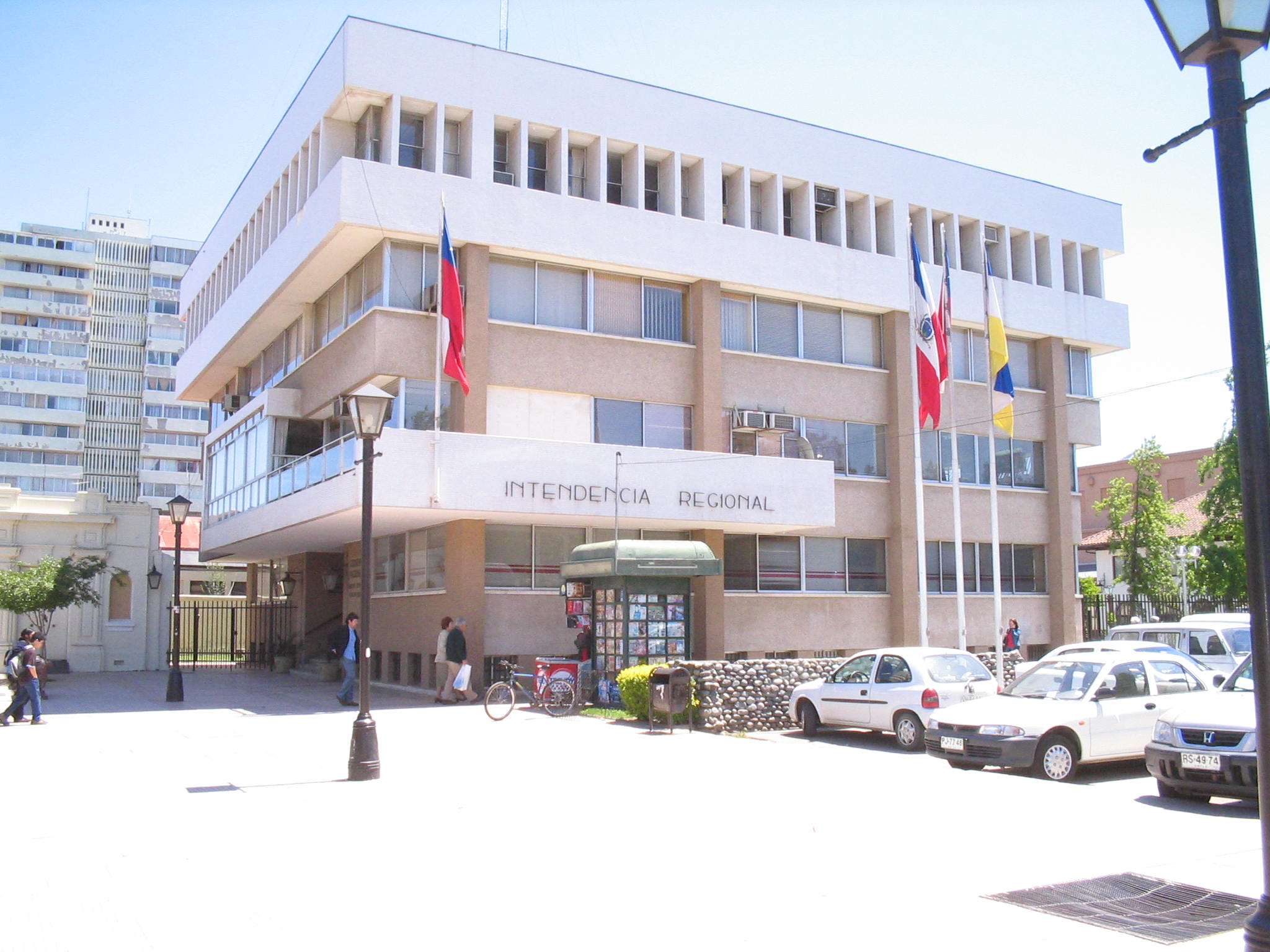
オイギンス州Intendancy
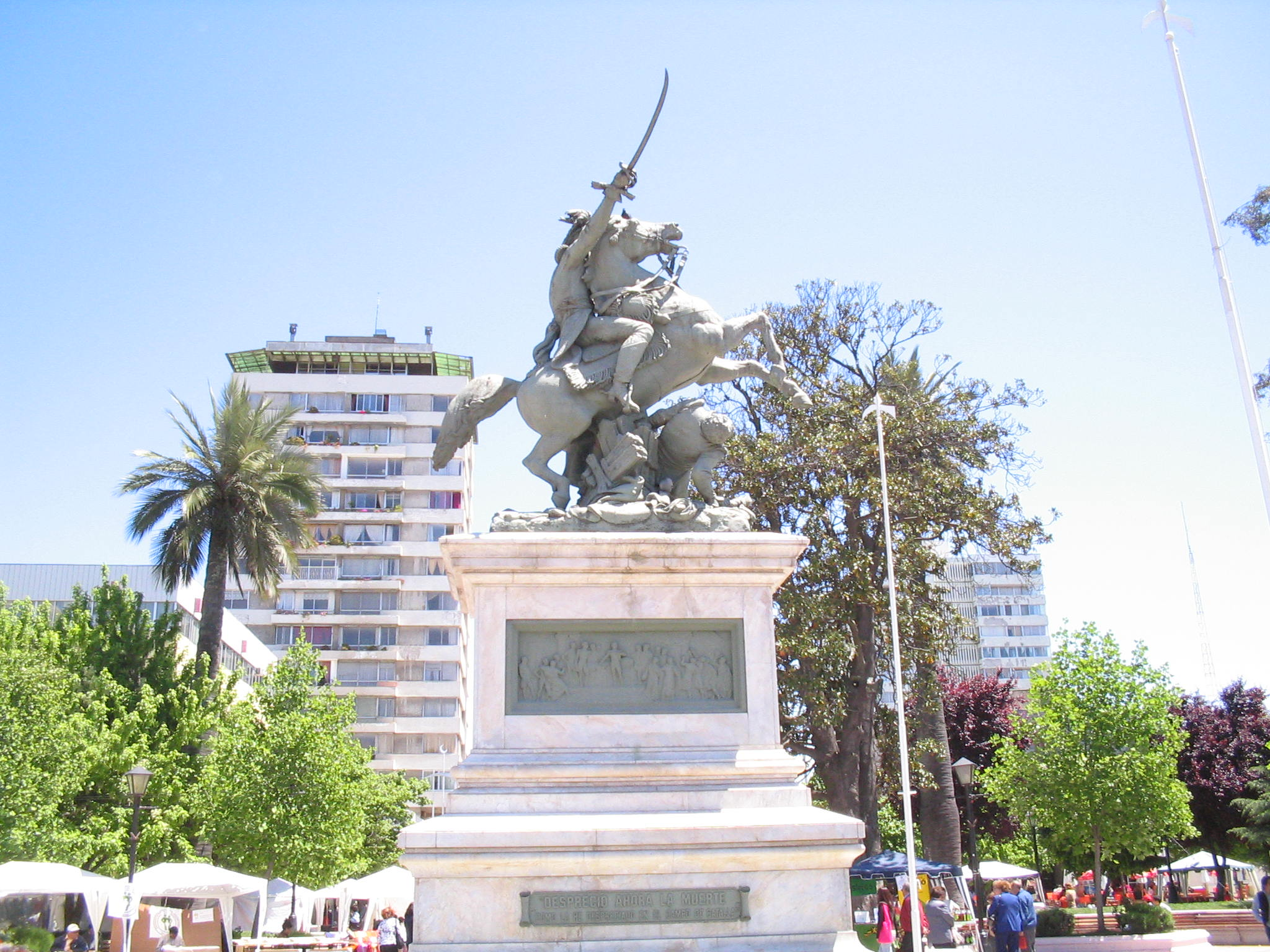
ベルナルド・オイギンス記念碑
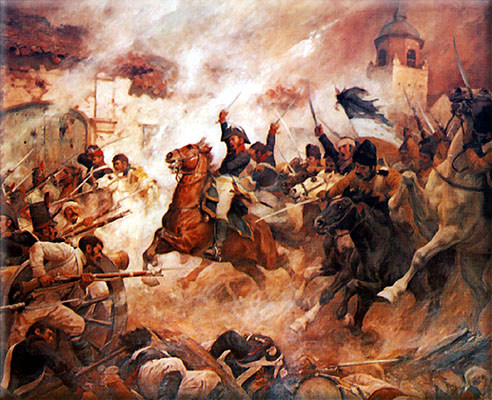
Pedro Subercaseaux作のランカグアの戦いの絵